# Vatry
Vatry település Franciaországban, Marne megyében. Lakosainak száma 146 fő (2022. január 1.). Vatry Breuvery-sur-Coole, Bussy-Lettrée és Soudron községekkel határos.

## Népesség
A település népessége az elmúlt években az alábbi módon változott:
| Lakosok száma | 114  | 120  | 105  | 107  | 123  | 137  | 158  | 155  | 153  | 146  |
|               | 1968 | 1982 | 1990 | 2006 | 2013 | 2015 | 2017 | 2019 | 2020 | 2022 |